# Distretto di Putumayo
Il distretto di Putumayo è uno dei quattro distretti  della provincia di Putumayo, in Perù. Si trova nella regione di Loreto e si estende su una superficie di 34.942,9 chilometri quadrati.
Istituito il 2 luglio 1943, ha per capitale la città di San Antonio del Estrecho.